# District de Billom
Le district de Billom est une ancienne division territoriale française du département du Puy-de-Dôme de 1790 à 1795.
Il était composé des cantons de Billom, Mirefleurs, Ravel, Tours, Vertaizon et Vic sur Allier.

## Galerie

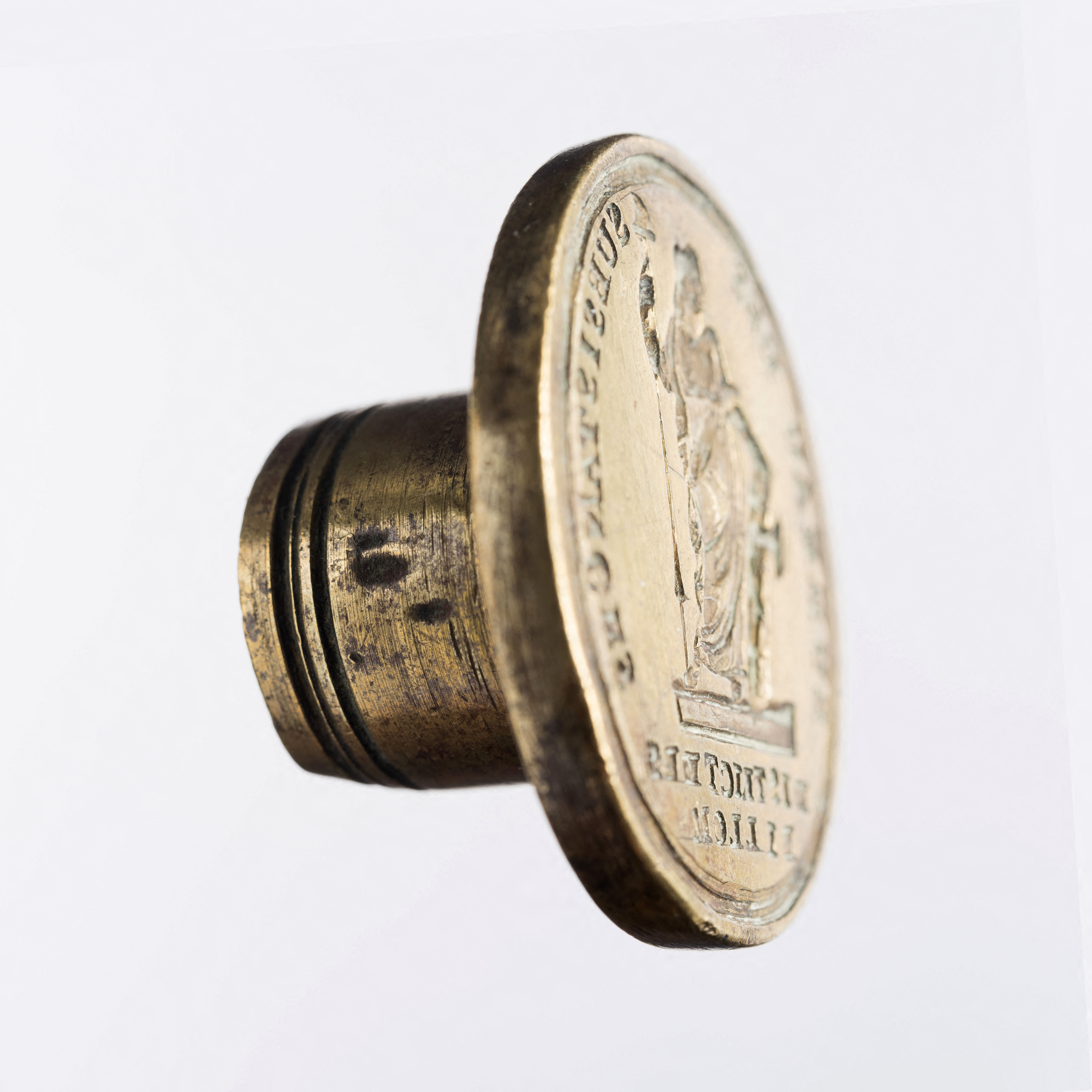
Sceau (musée Carnavalet) du bureau des subsistance du district de Billom
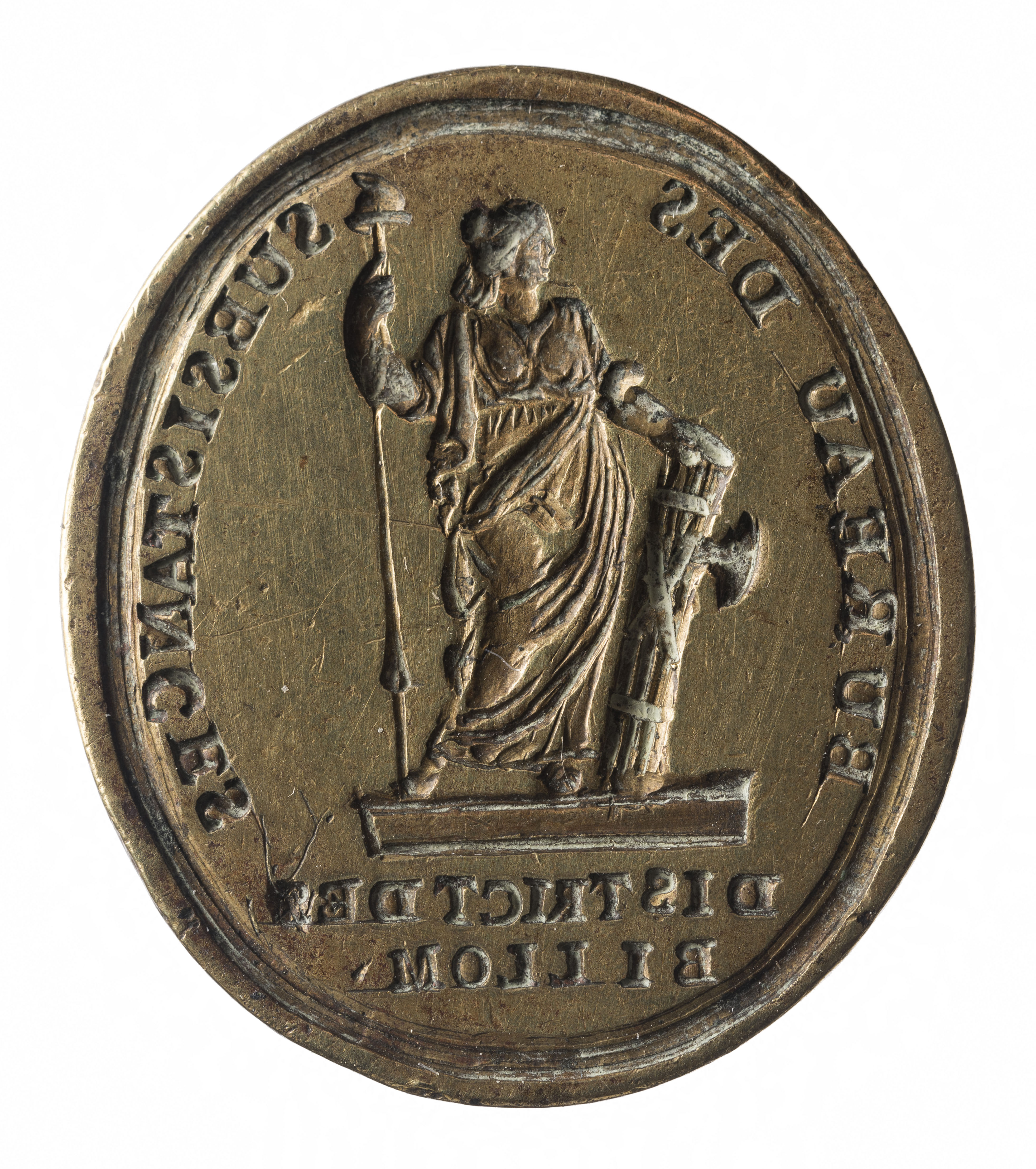
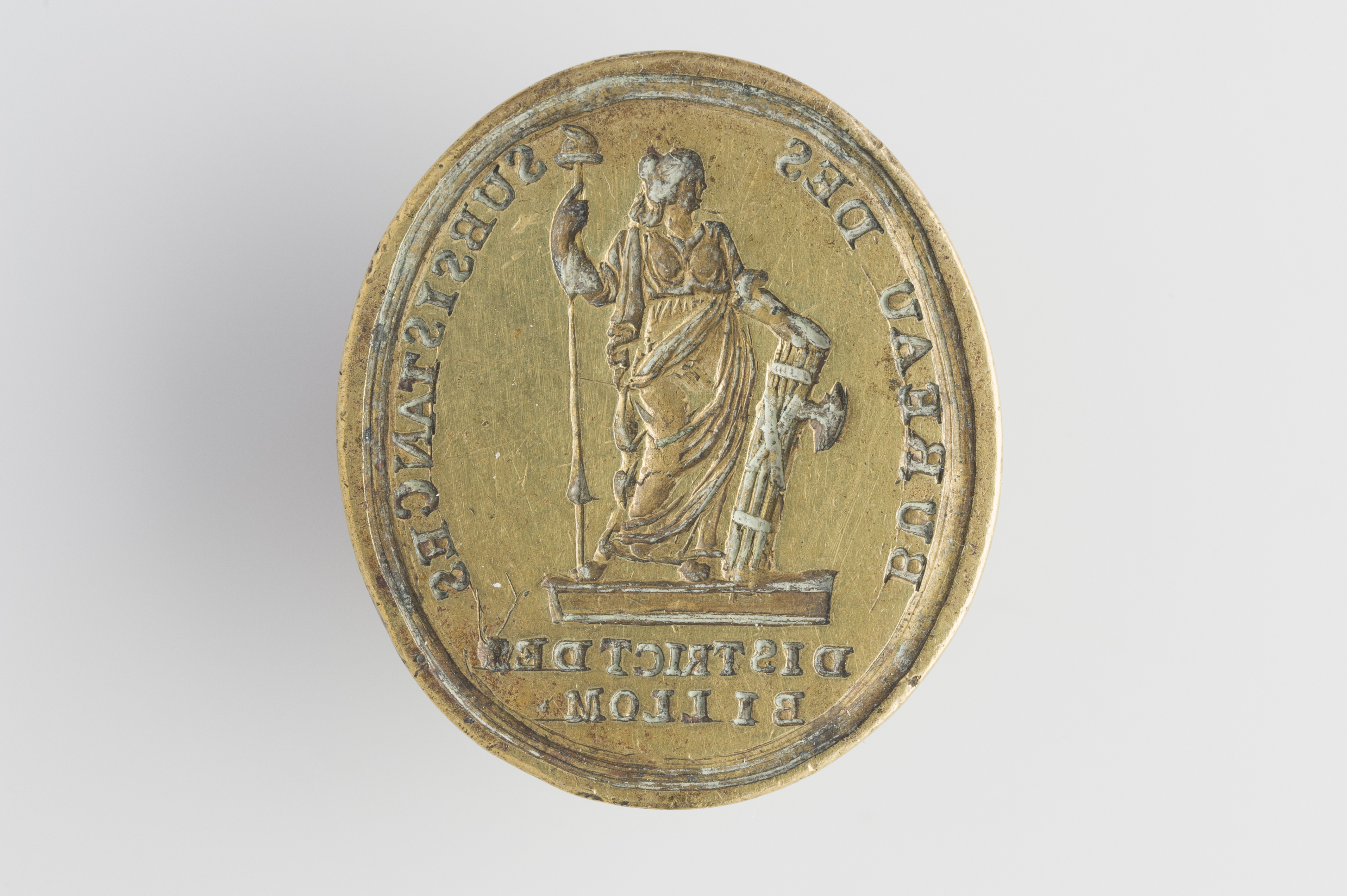